# Olympische Sommerspiele 1968/Fußball – Gruppe C
Spiele der Gruppe C des olympischen Fußballturniers 1968.

Die beiden Gruppensieger qualifizierten sich für das Viertelfinale.
| Pl. | Land        | Sp. | S | U | N | Tore    | Diff. | Punkte |
| --- | ----------- | --- | - | - | - | ------- | ----- | ------ |
| 1.  | Ungarn      | 3   | 2 | 1 | 0 | 008:200 | +6    | 05     |
| 2.  | Israel      | 3   | 2 | 0 | 1 | 008:600 | +2    | 04     |
| 3.  | Ghana       | 3   | 0 | 2 | 1 | 006:800 | −2    | 02     |
| 4.  | El Salvador | 3   | 0 | 1 | 2 | 002:800 | −6    | 01     |

## Ungarn – El Salvador 4:0 (1:0)
| Ungarn                                                         | Ungarn | El Salvador | El Salvador |
| -------------------------------------------------------------- | --- | --- | ----------- |
| Ungarn                                                         | \| 1. Spieltag \| \| 13. Oktober 1968 um 12:00 Uhr in Guadalajara (Estadio Jalisco) \| \| Schiedsrichter: Diego de Leo ( Mexiko) \|                                                                  | \| 1. Spieltag \| \| 13. Oktober 1968 um 12:00 Uhr in Guadalajara (Estadio Jalisco) \| \| Schiedsrichter: Diego de Leo ( Mexiko) \| | El Salvador |
| Ungarn                                                         | Károly Fatér – Dezső Novák , Miklós Páncsics – Iván Menczel, Lajos Szűcs, László Fazekas (54. Lajos Kocsis) – Antal Dunai, László Nagy, Ernő Noskó, István Juhász, István Sárközi (70. István Básti) | Ricardo Tadeo Martínez (55. Juan Gualberto Fernández) – Roberto Rivas, Edgar Morales – Jorge Alfredo Vázquez, Salvador Cabezas (72. Juan Martínez), Alberto Villalta – José Quintanilla, Mauricio Rodríguez , Elmer Acevedo, Mauricio Ernesto González, Sergio Méndez Cortez | El Salvador |
| Ungarn                                                         | 1:0 Menczel (19.) 2:0 Dunai (47.) 3:0 Fazekas 4:0 Sárközi (68.) | | El Salvador |
| 1. Spieltag                                                    | | |             |
| 13. Oktober 1968 um 12:00 Uhr in Guadalajara (Estadio Jalisco) | | |             |
| Schiedsrichter: Diego de Leo ( Mexiko)                         | | |             |

## Israel – Ghana 5:3 (3:2)
| Israel                                                   | Israel | Ghana | Ghana |
| -------------------------------------------------------- | --- | --- | ----- |
| Israel                                                   | \| 1. Spieltag \| \| 13. Oktober 1968 um 12:00 Uhr in León (Estadio Nou Camp) \| \| Schiedsrichter: Michel Kitabdjian ( Frankreich) \|                                                       | \| 1. Spieltag \| \| 13. Oktober 1968 um 12:00 Uhr in León (Estadio Nou Camp) \| \| Schiedsrichter: Michel Kitabdjian ( Frankreich) \|                                                                 | Ghana |
| Israel                                                   | Schmuel Malika-Aharon – Shraga Bar, Menachem Bello – Zvi Rosen, Yeshayahu Shwager, Schmuel Rosenthal – Rachamin Talbi, Giora Spiegel, Yehoshua Feigenbaum, Mordechai Spiegler , George Borba | John Naawu – John Eshun, Charles Addo-Odametey – Ibrahim Sunday (46. Gariba Abukari), Jones Attuquayefio, George Alhassan – Gbadamosi Amosa, Malik Jabir, Oliver Acquah, Jonathan Kpakpo, Robert Foley | Ghana |
| Israel                                                   | 1:0 Spiegel (11.) 2:0 Feigenbaum (16.) 3:1 Feigenbaum (30.) 4:2 Feigenbaum (70.) 5:2 Spiegel (75.)                                                                                           | 2:1 Jabir (18.) 3:2 Amosa (35.) 5:3 Jabir (79.) | Ghana |
| Israel                                                   | Verwarnung: Rosen | Verwarnungen: Alhassan, Talbi, Naawu, Kpakpo Platzverweise: Attuquayefio (60.), Alhassan (89.) | Ghana |
| 1. Spieltag                                              | | |       |
| 13. Oktober 1968 um 12:00 Uhr in León (Estadio Nou Camp) | | |       |
| Schiedsrichter: Michel Kitabdjian ( Frankreich)          | | |       |

## Ungarn – Ghana 2:2 (2:2)
| Ungarn                                                         | Ungarn | Ghana | Ghana |
| -------------------------------------------------------------- | --- | --- | ----- |
| Ungarn                                                         | \| 2. Spieltag \| \| 15. Oktober 1968 um 15:30 Uhr in Guadalajara (Estadio Jalisco) \| \| Schiedsrichter: Yoshiyuki Maruyama ( Japan) \|                                                                  | \| 2. Spieltag \| \| 15. Oktober 1968 um 15:30 Uhr in Guadalajara (Estadio Jalisco) \| \| Schiedsrichter: Yoshiyuki Maruyama ( Japan) \|                         | Ghana |
| Ungarn                                                         | Károly Fatér – László Keglovich, Miklós Páncsics – Iván Menczel , Lajos Szűcs, László Fazekas (54. István Básti) – Antal Dunai, László Nagy, Ernő Noskó, István Juhász, István Sárközi (46. Lajos Kocsis) | John Naawu – John Eshun , Kofi Osei – Ibrahim Sunday, Samuel Sampene, Joseph Wilson – Gbadamosi Amosa, Malik Jabir, Oliver Acquah, Jonathan Kpakpo, Robert Foley | Ghana |
| Ungarn                                                         | 1:1 Dunai (15.) 2:1 Menczel (17.) | 0:1 Sunday (12.) 2:2 Sampene (33.) | Ghana |
| 2. Spieltag                                                    | | |       |
| 15. Oktober 1968 um 15:30 Uhr in Guadalajara (Estadio Jalisco) | | |       |
| Schiedsrichter: Yoshiyuki Maruyama ( Japan)                    | | |       |

## Israel – El Salvador 3:1 (2:0)
| Israel                                                   | Israel | El Salvador | El Salvador |
| -------------------------------------------------------- | --- | --- | ----------- |
| Israel                                                   | \| 2. Spieltag \| \| 15. Oktober 1968 um 15:30 Uhr in León (Estadio Nou Camp) \| \| Schiedsrichter: Thompson Badru ( Nigeria) \|                                                                       | \| 2. Spieltag \| \| 15. Oktober 1968 um 15:30 Uhr in León (Estadio Nou Camp) \| \| Schiedsrichter: Thompson Badru ( Nigeria) \| | El Salvador |
| Israel                                                   | Chaim Levin – Itzhak Druker, Menachem Bello – Zvi Rosen, Yeshayahu Shwager (67. Shraga Bar), Schmuel Rosenthal – Rachamin Talbi, Giora Spiegel, Yehoshua Feigenbaum, Mordechai Spiegler , George Borba | Juan Gualberto Fernández – Roberto Rivas, Guillermo Castro – Jorge Alfredo Vázquez, José Ruano, Alberto Villalta – José Quintanilla, Mauricio Rodríguez (75. Victor Azucar), Mario Flores (32. Juan Martínez), Mauricio Ernesto González, Sergio Méndez Cortez | El Salvador |
| Israel                                                   | 1:0 Talbi (20.) 2:1 Spiegler (44.) 3:1 Bar (85.) | 1:1 Martínez (35.) | El Salvador |
| Israel                                                   | Platzverweis: Druker (1.) | Verwarnungen: Flores, Martínez Platzverweis: Villalta (67.) | El Salvador |
| 2. Spieltag                                              | | |             |
| 15. Oktober 1968 um 15:30 Uhr in León (Estadio Nou Camp) | | |             |
| Schiedsrichter: Thompson Badru ( Nigeria)                | | |             |

## Ungarn – Israel 2:0 (1:0)
| Ungarn                                                         | Ungarn | Israel | Israel |
| -------------------------------------------------------------- | --- | --- | ------ |
| Ungarn                                                         | \| 3. Spieltag \| \| 17. Oktober 1968 um 15:30 Uhr in Guadalajara (Estadio Jalisco) \| \| Schiedsrichter: Arturo Yamasaki ( Mexiko) \|                                           | \| 3. Spieltag \| \| 17. Oktober 1968 um 15:30 Uhr in Guadalajara (Estadio Jalisco) \| \| Schiedsrichter: Arturo Yamasaki ( Mexiko) \|                                                                            | Israel |
| Ungarn                                                         | Károly Fatér – Dezső Novák , Miklós Páncsics – Iván Menczel, Lajos Szűcs, László Fazekas – Antal Dunai, Lajos Dunai, Ernő Noskó, István Juhász (46. Miklós Szalay), István Básti | Chaim Levin – Shraga Bar, Menachem Bello – Zvi Rosen, David Karako (70. Nachman Kastro), Itzhak Druker – Rachamin Talbi, Giora Spiegel, Yehoshua Feigenbaum, Mordechai Spiegler , George Borba (46. Reuben Young) | Israel |
| Ungarn                                                         | 1:0 A. Dunai (40.) 2:0 A. Dunai (75.) | | Israel |
| Ungarn                                                         | Verwarnung: Rosen Platzverweis: Talbi (58.) | | Israel |
| 3. Spieltag                                                    | | |        |
| 17. Oktober 1968 um 15:30 Uhr in Guadalajara (Estadio Jalisco) | | |        |
| Schiedsrichter: Arturo Yamasaki ( Mexiko)                      | | |        |

## El Salvador – Ghana 1:1 (1:0)
| El Salvador                                              | El Salvador | Ghana | Ghana |
| -------------------------------------------------------- | --- | --- | ----- |
| El Salvador                                              | \| 3. Spieltag \| \| 17. Oktober 1968 um 15:30 Uhr in León (Estadio Nou Camp) \| \| Schiedsrichter: Iglesias Medina ( Spanien) \| | \| 3. Spieltag \| \| 17. Oktober 1968 um 15:30 Uhr in León (Estadio Nou Camp) \| \| Schiedsrichter: Iglesias Medina ( Spanien) \|                                                   | Ghana |
| El Salvador                                              | Juan Gualberto Fernández – Roberto Rivas, Guillermo Castro – Jorge Alfredo Vázquez, José Ruano (65. José Manuel Angel), Salvador Cabezas – José Quintanilla, Mauricio Rodríguez , Juan Martínez, Mauricio Ernesto González, Sergio Méndez Cortez | John Naawu – John Eshun , Kofi Osei – Ibrahim Sunday, Samuel Sampene (46. Bernard Kusi), Joseph Wilson – Gbadamosi Amosa, Malik Jabir, Oliver Acquah, Jonathan Kpakpo, Robert Foley | Ghana |
| El Salvador                                              | 1:0 Rodríguez (42.) | 1:1 Osei (55.) | Ghana |
| 3. Spieltag                                              | | |       |
| 17. Oktober 1968 um 15:30 Uhr in León (Estadio Nou Camp) | | |       |
| Schiedsrichter: Iglesias Medina ( Spanien)               | | |       |